# Turkiska cupen 2020–2021 (volleyboll, damer)
Turkiska cupen 2020-2021 i volleyboll för damer utspelade sig mellan 4 september 2020 och 9 mars 2021. Det var den 21:a upplagan av turkiska cupen och 16 lag deltog i turneringen. Vakıfbank SK vann tävlingen för sjunde gången.

## Regelverk
Alla 16 lag som deltog i Sultanlar Ligi 2020-2021 fick delta (dock drog Beylikdüzü VİK sig ur före turneringens start). Lagen delades först in fyra grupper om fyra lag där alla möte alla. De två bästa lagen i varje grupp gick vidare till ett slutspel som bestod av kvartsfinaler, semifinaler och final. Varje möte bestod av en direkt avgörande match.

## Deltagande lag
| - Aydın BBSK - Beşiktaş JK - Beylikdüzü VİK - Çan GKSAK - Eczacıbaşı SK - Fenerbahçe SK - Galatasaray SK - İlbank SK | - Karayolları SK - Kuzeyboru GSK - Nilüfer BSK - PTT SK - Sarıyer BSK - Türk Hava Yolları SK - Vakıfbank SK - Yeşilyurt SK |

## Turneringen

### Gruppspel

#### Grupp A

##### Resultat
| 4 september 2020 Başkent Voleybol Salonu, Ankara Speltid: 2h:01 - Åskådare: 0 | Nilüfer BSK  | 3 - 1 | PTT SK       | 23-25, 25-20, 25-19, 25-18 |
| 4 september 2020 Başkent Voleybol Salonu, Ankara Speltid: 1h:49 - Åskådare: 0 | Vakıfbank SK | 3 - 1 | İlbank SK    | 25-19, 23-25, 25-21, 25-21 |
| 5 september 2020 Başkent Voleybol Salonu, Ankara Speltid: 1h:57 - Åskådare: 0 | İlbank SK    | 3 - 1 | Nilüfer BSK  | 25-20, 12-25, 25-15, 25-20 |
| 5 september 2020 Başkent Voleybol Salonu, Ankara Speltid: 1h:08 - Åskådare: 0 | PTT SK       | 0 - 3 | Vakıfbank SK | 11-25, 16-25, 17-25        |
| 6 september 2020 Başkent Voleybol Salonu, Ankara Speltid: 1h:12 - Åskådare: 0 | Vakıfbank SK | 3 - 0 | Nilüfer BSK  | 25-15, 25-15, 25-20        |
| 6 september 2020 Başkent Voleybol Salonu, Ankara Speltid: 1h:43 - Åskådare: 0 | PTT SK       | 3 - 0 | İlbank SK    | 25-14, 25-22, 35-33        |

##### Sluttabell
| Pos. | Lag          | Pt | S | V | F | VS | FS | Kvot  | VP  | FP  | Kvot  |
| ---- | ------------ | -- | - | - | - | -- | -- | ----- | --- | --- | ----- |
| 1.   | Vakıfbank SK | 9  | 3 | 3 | 0 | 9  | 1  | 9,000 | 248 | 180 | 1,378 |
| 2.   | PTT SK       | 3  | 3 | 1 | 2 | 4  | 6  | 0,670 | 211 | 242 | 0,872 |
| 3.   | Nilüfer BSK  | 3  | 3 | 1 | 2 | 4  | 7  | 0,570 | 228 | 244 | 0,934 |
| 4.   | İlbank SK    | 3  | 3 | 1 | 2 | 4  | 7  | 0,570 | 242 | 263 | 0,920 |

      Kvalificerade för kvartsfinal

#### Grupp B

##### Resultat
| 4 september 2020 Cengiz Göllü Kapalı Spor Salonu, Bursa Speltid: 1h:29 - Åskådare: 0  | Aydın BBSK     | 3 - 0 | Karayolları SK | 25-17, 25-19, 25-21               |
| 4 september 2020 Cengiz Göllü Kapalı Spor Salonu, Bursa Speltid: 1h:32 - Åskådare: 15 | Eczacıbaşı SK  | 3 - 0 | Kuzeyboru GSK  | 25-22, 25-18, 25-21               |
| 5 september 2020 Cengiz Göllü Kapalı Spor Salonu, Bursa Speltid: 2h:26 - Åskådare: 20 | Kuzeyboru GSK  | 3 - 2 | Aydın BBSK     | 25-22, 15-25, 20-25, 26-24, 15-11 |
| 5 september 2020 Cengiz Göllü Kapalı Spor Salonu, Bursa Speltid: 1h:26 - Åskådare: 0  | Karayolları SK | 0 - 3 | Eczacıbaşı SK  | 23-25, 14-25, 16-25               |
| 6 september 2020 Cengiz Göllü Kapalı Spor Salonu, Bursa Speltid: 1h:23 - Åskådare: 0  | Eczacıbaşı SK  | 3 - 0 | Aydın BBSK     | 25-19, 25-16, 25-15               |
| 6 september 2020 Cengiz Göllü Kapalı Spor Salonu, Bursa Speltid: 1h:28 - Åskådare: 0  | Karayolları SK | 0 - 3 | Kuzeyboru GSK  | 20-25, 21-25, 18-25               |

##### Sluttabell
| Pos. | Lag            | Pt | S | V | F | VS | FS | Kvot  | VP  | FP  | Kvot  |
| ---- | -------------- | -- | - | - | - | -- | -- | ----- | --- | --- | ----- |
| 1.   | Eczacıbaşı SK  | 9  | 3 | 3 | 0 | 9  | 0  | MAX   | 225 | 164 | 1,372 |
| 2.   | Kuzeyboru GSK  | 5  | 3 | 2 | 1 | 6  | 5  | 1,200 | 237 | 241 | 0,983 |
| 3.   | Aydın BBSK     | 4  | 3 | 1 | 2 | 5  | 6  | 0,830 | 232 | 233 | 0,996 |
| 4.   | Karayolları SK | 0  | 3 | 0 | 3 | 0  | 9  | 0,000 | 169 | 225 | 0,751 |

      Kvalificerade för kvartsfinal

#### Grupp C

##### Resultat
| 4 september 2020 Burhan Felek Spor Salonu, Istanbul Speltid: 1h:21 - Åskådare: 0  | Türk Hava Yolları SK | 3 - 0 | Beşiktaş JK          | 25-15, 25-20, 25-19 |
| 5 september 2020 Burhan Felek Spor Salonu, Istanbul Speltid: 1h:03 - Åskådare: 0  | Beşiktaş JK          | 0 - 3 | Fenerbahçe SK        | 10-25, 10-25, 8-25  |
| 6 september 2020 Burhan Felek Spor Salonu, Istanbul Speltid: 1h:40 - Åskådare: 35 | Fenerbahçe SK        | 3 - 0 | Türk Hava Yolları SK | 25-22, 32-30, 25-17 |
| 9 november 2020 Burhan Felek Spor Salonu, Istanbul Speltid: 1h:17 - Åskådare: 30  | Beşiktaş JK          | 0 - 3 | Sarıyer BSK          | 10-25, 22-25, 20-25 |
| 25 november 2020 Burhan Felek Spor Salonu, Istanbul Speltid: 1h:29 - Åskådare: 24 | Sarıyer BSK          | 0 - 3 | Türk Hava Yolları SK | 23-25, 20-25, 15-25 |
| 13 januari 2020 Burhan Felek Spor Salonu, Istanbul Speltid: 1h:26 - Åskådare: 0   | Fenerbahçe SK        | 3 - 0 | Sarıyer BSK          | 27-25, 25-13, 27-25 |

##### Sluttabell
| Pos. | Lag                  | Pt | S | V | F | VS | FS | Kvot  | VP  | FP  | Kvot  |
| ---- | -------------------- | -- | - | - | - | -- | -- | ----- | --- | --- | ----- |
| 1.   | Fenerbahçe SK        | 9  | 3 | 3 | 0 | 9  | 0  | MAX   | 236 | 160 | 1,475 |
| 2.   | Türk Hava Yolları SK | 6  | 3 | 2 | 1 | 6  | 3  | 2,000 | 219 | 194 | 1,129 |
| 3.   | Sarıyer BSK          | 3  | 3 | 1 | 2 | 3  | 6  | 0,500 | 196 | 206 | 0,952 |
| 4.   | Beşiktaş JK          | 0  | 3 | 0 | 3 | 0  | 9  | 0,000 | 134 | 225 | 0,596 |

      Kvalificerade för kvartsfinal

#### Grupp D

##### Resultat
| 4 september 2020 Burhan Felek Spor Salonu, Istanbul Speltid: 1h:34 - Åskådare: 2  | Galatasaray SK | 3 - 0 | Çan GKSAK    | 25-16, 25-21, 25-22        |
| 5 september 2020 Burhan Felek Spor Salonu, Istanbul Speltid: 1h:57 - Åskådare: 30 | Çan GKSAK      | 3 - 1 | Yeşilyurt SK | 25-23, 25-16, 20-25, 25-21 |
| 6 september 2020 Burhan Felek Spor Salonu, Istanbul Speltid: 1h:18 - Åskådare: 20 | Galatasaray SK | 3 - 0 | Yeşilyurt SK | 25-16, 25-15, 25-19        |

##### Sluttabell
| Pos. | Lag            | Pt | S | V | F | VS | FS | Kvot  | VP  | FP  | Kvot  |
| ---- | -------------- | -- | - | - | - | -- | -- | ----- | --- | --- | ----- |
| 1.   | Galatasaray SK | 6  | 2 | 2 | 0 | 6  | 0  | MAX   | 150 | 109 | 1,376 |
| 2.   | Çan GKSAK      | 3  | 2 | 1 | 1 | 3  | 4  | 0,750 | 154 | 160 | 0,962 |
| 3.   | Yeşilyurt SK   | 0  | 2 | 0 | 2 | 1  | 6  | 0,170 | 135 | 170 | 0,794 |

      Kvalificerade för kvartsfinal

### Kvartsfinaler
|  | Kvartsfinaler        | Kvartsfinaler        | Kvartsfinaler  |                |               | Semifinaler   | Semifinaler | Semifinaler |  |  | Final | Final | Final |  |
|  |                      |                      |                |                |               |               |             |             |  |  |       |       |       |  |
|  | Vakıfbank SK         | Vakıfbank SK         | 3              |                |               |               |             |             |  |  |       |       |       |  |
|  | Vakıfbank SK         | Vakıfbank SK         | 3              |                |               |               |             |             |  |  |       |       |       |  |
|  | Çan GKSAK            | Çan GKSAK            | 0              |                |               |               |             |             |  |  |       |       |       |  |
|  | Çan GKSAK            | Çan GKSAK            | 0              |                | Vakıfbank SK  | Vakıfbank SK  | 3           |             |  |  |       |       |       |  |
|  |                      |                      |                |                | Vakıfbank SK  | Vakıfbank SK  | 3           |             |  |  |       |       |       |  |
|  |                      |                      | Galatasaray SK | Galatasaray SK | 0             |               |             |             |  |  |       |       |       |  |
|  | Galatasaray SK       | Galatasaray SK       | Galatasaray SK | Galatasaray SK | 0             | 3             |             |             |  |  |       |       |       |  |
|  | Galatasaray SK       | Galatasaray SK       |                |                |               |               |             |             |  |  |       |       |       |  |
|  | PTT SK               | PTT SK               | 1              |                |               |               |             |             |  |  |       |       |       |  |
|  | PTT SK               | PTT SK               | 1              |                | Vakıfbank SK  | Vakıfbank SK  | 3           |             |  |  |       |       |       |  |
|  |                      |                      |                |                |               |               |             |             |  |  |       |       |       |  |
|  |                      |                      | Eczacıbaşı SK  | Eczacıbaşı SK  | 0             |               |             |             |  |  |       |       |       |  |
|  | Eczacıbaşı SK        | Eczacıbaşı SK        | Eczacıbaşı SK  | Eczacıbaşı SK  | 0             | 3             |             |             |  |  |       |       |       |  |
|  | Eczacıbaşı SK        | Eczacıbaşı SK        |                |                |               |               |             |             |  |  |       |       |       |  |
|  | Türk Hava Yolları SK | Türk Hava Yolları SK | 2              |                |               |               |             |             |  |  |       |       |       |  |
|  | Türk Hava Yolları SK | Türk Hava Yolları SK | 2              |                | Eczacıbaşı SK | Eczacıbaşı SK | 3           |             |  |  |       |       |       |  |
|  |                      |                      |                |                | Eczacıbaşı SK | Eczacıbaşı SK | 3           |             |  |  |       |       |       |  |
|  |                      |                      | Fenerbahçe SK  | Fenerbahçe SK  | 0             |               |             |             |  |  |       |       |       |  |
|  | Fenerbahçe SK        | Fenerbahçe SK        | Fenerbahçe SK  | Fenerbahçe SK  | 0             | 3             |             |             |  |  |       |       |       |  |
|  | Fenerbahçe SK        | Fenerbahçe SK        |                |                |               |               |             |             |  |  |       |       |       |  |
|  | Kuzeyboru GSK        | Kuzeyboru GSK        | 0              |                |               |               |             |             |  |  |       |       |       |  |

| 10 februari 2021 Vakıfbank Spor Sarayı, Istanbul Speltid: 1h:11 - Åskådare: 15    | Vakıfbank SK   | 3 - 0 | Çan GKSAK            | 25-16, 25-18, 25-12               |
| 10 februari 2021 Burhan Felek Spor Salonu, Istanbul Speltid: 2h:02 - Åskådare: 27 | Galatasaray SK | 3 - 1 | PTT SK               | 24-26, 25-15, 25-22, 25-13        |
| 11 februari 2021 Eczacıbaşı Spor Salonu, Istanbul Speltid: 2h:30 - Åskådare: 20   | Eczacıbaşı SK  | 3 - 2 | Türk Hava Yolları SK | 23-25, 25-18, 25-15, 23-25, 16-14 |
| 10 februari 2021 Burhan Felek Spor Salonu, Istanbul Speltid: 1h:25 - Åskådare: 35 | Fenerbahçe SK  | 3 - 0 | Kuzeyboru GSK        | 26-24, 25-20, 25-20               |

### Semifinaler
| 8 mars 2021 Burhan Felek Spor Salonu, Istanbul Speltid: 1h:19 - Åskådare: 38 | Vakıfbank SK  | 3 - 0 | Galatasaray SK | 25-19, 25-17, 25-15 |
| 8 mars 2021 Burhan Felek Spor Salonu, Istanbul Speltid: 1h:24 - Åskådare: 34 | Eczacıbaşı SK | 3 - 0 | Fenerbahçe SK  | 25-19, 25-15, 25-19 |

### Final
| 9 mars 2021 Burhan Felek Spor Salonu, Istanbul Speltid: 1h:26 - Åskådare: 70 | Vakıfbank SK | 3 - 0 | Eczacıbaşı SK | 25-18, 25-19, 25-22 |

## Statistik och utmärkelse
Zehra Güneş utsågs till bästa spelare
| Vunna poäng | Vunna poäng      | Vunna poäng | Vunna poäng          |
| Pos.        | Namn             | Poäng       | Lag                  |
| ----------- | ---------------- | ----------- | -------------------- |
| 1           | Tijana Bošković  | 118         | Eczacıbaşı SK        |
| 2           | Melissa Vargas   | 92          | Fenerbahçe SK        |
| 3           | Isabelle Haak    | 89          | Vakıfbank SK         |
| 4           | Emilija Nikolova | 76          | PTT SK               |
| 5           | Ebrar Karakurt   | 74          | Türk Hava Yolları SK |

| Vunna attacker | Vunna attacker      | Vunna attacker | Vunna attacker |
| Pos.           | Namn                | Poäng          | Lag            |
| -------------- | ------------------- | -------------- | -------------- |
| 1              | Tijana Bošković     | 102            | Eczacıbaşı SK  |
| 2              | Melissa Vargas      | 79             | Fenerbahçe SK  |
| 3              | Isabelle Haak       | 73             | Vakıfbank SK   |
| 4              | Emilija Nikolova    | 66             | PTT SK         |
| 5              | Brankica Mihajlović | 59             | Fenerbahçe SK  |

| Vunna block | Vunna block      | Vunna block | Vunna block          |
| Pos.        | Namn             | Poäng       | Lag                  |
| ----------- | ---------------- | ----------- | -------------------- |
| 1           | Zehra Güneş      | 14          | Vakıfbank SK         |
| 2           | Büşra Şahin      | 13          | Türk Hava Yolları SK |
| 3           | Hristina Ruseva  | 12          | PTT SK               |
| 4           | Yasemin Güveli   | 10          | Eczacıbaşı SK        |
| 5           | Kübra Akman      | 9           | Vakıfbank SK         |
| 5           | Chiaka Ogbogu    | 9           | Eczacıbaşı SK        |
| 5           | Yasemin Yıldırım | 9           | Nilüfer BSK          |

| Serveess | Serveess        | Serveess | Serveess             |
| Pos.     | Namn            | Poäng    | Lag                  |
| -------- | --------------- | -------- | -------------------- |
| 1        | Ebrar Karakurt  | 12       | Türk Hava Yolları SK |
| 1        | Jordan Thompson | 12       | Eczacıbaşı SK        |
| 3        | Tijana Bošković | 8        | Eczacıbaşı SK        |
| 3        | Isabelle Haak   | 8        | Vakıfbank SK         |
| 3        | Bahar Toksoy    | 8        | Fenerbahçe SK        |
| 3        | Melissa Vargas  | 8        | Fenerbahçe SK        |